# 金芽米
金芽米(きんめまい)とは、胚芽の基底部と亜糊粉層が残るように精米し、無洗米加工した米の名称である。

## 概要
2005年に株式会社東洋精米機製作所（現：東洋ライス株式会社）から発売。従来の精米では、ヌカ層とデンプン層の境い目にある亜糊粉層（あこふんそう）が糠と共に取り除かれてしまっていたが、新技術の均圧精米法により、胚芽の基底部と亜糊粉層が残るように精米することが可能となった。精米時に残される胚芽の基底部が「金の芽」のように見えることから、金芽米と名付けられる。精米後には無洗米加工がされており、その際に生じるヌカは有機質資材の「米の精」として活用され、循環型農業にも貢献している。なお、亜糊粉層を残すことにより、普通の白米より栄養価が高く、良食味になる他、普通の白米より水を多く吸水するため、炊き上がりの水分量が多くなり、結果的に糖質やカロリーがオフされる等の特長を持つ。

## 歴史
- 2005年、株式会社東洋精米機製作所（現：東洋ライス株式会社）が金芽米を発売[5]。
- 2006年、全国発売にあたり、トリノオリンピック開催時に女子フィギュアスケートの荒川静香選手を起用した金芽米のCMが放映。２月２４日に、同大会で荒川静香選手が日本初の金メダルを獲得したことから、「金芽米」の名が一躍有名になる[6]。。
- 2012年11月21日、タニタ食堂の金芽米を発売[7][8][9][10]。モンドセレクションで『特別栽培米(長野県コシヒカリ）』・『ゴールドセレクト』・『ベストセレクト』が金賞を受賞[11]。。
- 2015年、金芽米の最高ブランドである「世界最高米」事業を開始[12]。。
- 2016年7月27日、金芽米の最高ブランドである「世界最高米」が「最も高額なお米」としてギネス世界記録に認定[13]。
- 2017年9月、金芽米が日本健康医療学会より第5回健康医療アワードを受賞[14]。
- 2020年2月4日、次世代ブランドのコメ事業（酵素金芽米シリーズ）を開始[15][16][17]。
- 2021年8月27日、金芽米・金芽ロウカット玄米の1年間の常食により、公的医療費減少が実証された[18]。

## 品種・産地
- 『彩のきずな』[19](埼玉県:JAいるま野)[20][21]。
- 『きんのめぐみ』[22](山形県・秋田県)[23][24][25]。
- 『つや姫』(山形県)
- 『ふっくりんこ』(北海道)
- 『あきたこまち・コシヒカリ』(長野県・東御市・JA全農長野県本部)[26][27]。
- 『みずかがみ』(滋賀県)
- 『きぬむすめ』（島根県・島根県農業協同組合）[28][29][30]。
- 『ヒノヒカリ・つや姫』(大分県)
- 『金芽米守礼』（沖縄食糧）[31][32]。

## 提供店舗
- 丸の内タニタ食堂[33]。
- お米料理専門店「金のダイニング」[34][35]。
- 鮪金（つなきん）[36]。
- シンガポール私立病院機構グループ「トムソンメディカル」[37]。
- ホテルシーモア[38]。
- ぼんたぼんた[39]。
- 近畿大学水産研究所[40]。
- 北海素材[41]。
- ほっともっと[42]。
- やよい軒[42]。
- MKレストラン[42]。